# Rumex subarcticus
Rumex subarcticus là một loài thực vật có hoa trong họ Rau răm. Loài này được Lepage miêu tả khoa học đầu tiên năm 1955.